# Štír německý
Štír německý (Euscorpius germanus) je štír z čeledi Euscorpiidae.
Je nejodolnějším evropským štírem, běžně zimuje v teplotách až -30 °C. Navzdory svému názvu se v Německu nevyskytuje, žije však v Rakousku. Dorůstá pouze 1,5 cm. V Alpách jej lze nalézt i ve výškách nad 2000 m. Jeho jed není pro člověka nebezpečný. Vytváří poddruh Euscorpius germanus germanus. V porovnání s druhy E. tergestinus, E. sicanus, E. candiota a E. flavicaudis a pravděpodobně i s dalšími druhy rodu má v průměru menší počet mláďat (i když jejich počet může dosáhnout i třiceti).